# Chruścielowiec reunioński
Chruścielowiec reunioński (Dryolimnas augusti) – wymarły gatunek ptaka z rodziny chruścieli (Rallidae). Występował endemicznie na wyspie Reunion. Nazwa naukowa upamiętnia Auguste de Villèle (1858–1943), którego zainteresowanie historią Reunionu i gościnność umożliwiła licznym przyrodnikom odkrywanie i badanie jaskiń na tej wyspie.
Subfosylne szczątki chruścielowca reuniońskiego wydobyto w 1996 z Caverne de la Tortue na Reunionie, gatunek opisano naukowo w 1999. Odkryty materiał kopalny obejmuje dwa kompletne skoki, pięć kręgów, jedną kość krzyżową, jedną kość kruczą, trzy kości ramienne, jedną kość łokciową, trzy kości udowe, dziesięć paliczków z palców stopy i fragment lewej część żuchwy.
Badania kości wskazują na bliskie pokrewieństwo chruścielowca reuniońskiego z chruścielowcem białogardłym (D. cuvieri), w tym jego wymarłym podgatunkiem D. c. aldabranus. Duża i mocno zbudowana kość skokowa wskazuje, że być może chruścielowiec reunioński był największym przedstawicielem rodzaju Dryolimnas.
Istnieje jeden raport z podróży, który być może odnosi się do ptaków tego gatunku. W 1674 Sieur Dubois wspomniał chruściela w swoim Les voyages faits par le sievr D.B. aux isles Dauphine ou Madagascar, & Bourbon, ou Mascarenne, és années 1669, 70, 71, & 72: dans laquelle il est curieusement traité du cap Vert de la ville de Surate des isles de Sainte Helene, ou de l'Ascension: ensemble les moeurs, religions, forces, gouvernemens & coûtumes des habitans desdites isles, avec l'histoire naturelle du païs. Paris : Chez Claude Barbin. Nazwał tego ptaka „Râle des Bois” (co można przetłumaczyć jako „leśnego chruściela”). Należy zaznaczyć, że nie chodzi tu o modrzyka reuniońskiego (Porphyrio caerulescens), który w tym samym raporcie nazwany został „Oiseau Bleu”. Modrzyki reuniońskie opisywane były jako tak duże, jak ibisy reuniońskie (Threskiornis solitarius), zaś chruścielowce reuniońskie mogły osiągać wielkość kokoszki zwyczajnej (Gallinula chloropus). Prawdopodobnie chruścielowiec reunioński nie miał zdolności lotu, jako że proporcje jego kości skrzydeł w porównanich do kości nóg były podobne, jak u przedstawicieli wymarłego podgatunku chruścielowca białogardłego, który był nielotem.
Biorąc pod uwagę, że jedynym historycznym opisem chruścielowca reuniońskiego jest ten autorstwa Dubois, gatunek mógł wymrzeć pod koniec XVII wieku.